# Lawyer Quince
Lawyer Quince é um filme mudo britânico de 1914, do gênero comédia, dirigido por Harold M. Shaw, estrelado por Charles Rock, Lillian Logan e Gregory Scott. Foi feito pela London Film Company baseado em um conto de W. W. Jacobs.